# Michelle Gisin
Michelle Gisin (Samedan, 5 dicembre 1993) è una sciatrice alpina svizzera, campionessa olimpica nella combinata a Pyeongchang 2018 e nuovamente nella combinata a Pechino 2022.

## Biografia
È nata a Samedan ed è sorella minore di Marc e Dominique, anche loro sciatori della nazionale elvetica. Dal 2014 intrattiene una relaizone sentimentale con lo sciatore italiano Luca De Aliprandini.

### Stagioni 2009-2013
Ha esordito nel Circo bianco il 27 novembre 2008 in uno slalom speciale valido come gara FIS a Zinal, non riuscendo a qualificarsi. Il 19 gennaio 2010 a Sankt Moritz ha debuttato in Coppa Europa, giungendo 55ª in discesa libera; il 29 dicembre del 2012 ha partecipato per la prima volta a una gara di Coppa del Mondo, lo slalom speciale disputato a Semmering, senza completarlo.
Nel 2013 ha conquistato i primi punti nel massimo circuito internazionale, il 15 gennaio a Flachau ancora in slalom speciale (9ª), ha esordito ai Campionati mondiali nell'edizione di Schladming, classificandosi 26ª nello slalom speciale, e ai Mondiali juniores del Québec ha conquistato la medaglia d'argento nello slalom speciale.

### Stagioni 2014-2017
Il 24 dicembre 2013 si è aggiudicata il primo podio in Coppa Europa, piazzandosi 3ª nello slalom speciale di Levi alle spalle della slovacca Petra Vlhová e della norvegese Mona Løseth; pochi giorni dopo, il 10 gennaio a Melchsee-Frutt, ha vinto la sua prima gara nel circuito continentale, sempre uno slalom speciale, e a fine stagione è risultata vincitrice sia della Coppa Europa assoluta, sia della classifica di slalom speciale.
Ai XXII Giochi olimpici invernali di Soči 2014, suo debutto olimpico, si è piazzata 28ª nello slalom speciale, mentre l'anno dopo ai Mondiali di Vail/Beaver Creek è stata 32ª nello slalom gigante e non ha concluso lo slalom speciale. Il 16 dicembre 2016 ha colto a Val-d'Isère in combinata il suo primo podio in Coppa del Mondo (2ª); nella stessa specialità ai successivi Mondiali di Sankt Moritz 2017 ha vinto la medaglia d'argento, mentre si è classificata 8ª nella discesa libera e 21ª nello slalom speciale.

### Stagioni 2018-2025
Ai XXIII Giochi olimpici invernali di Pyeongchang 2018 ha vinto la medaglia d'oro nella combinata e si è classificata 8ª nella discesa libera, 9ª nel supergigante e 16ª nello slalom speciale. Il 29 dicembre 2020 ha conquistato a Semmering in slalom speciale la prima vittoria in Coppa del Mondo e ai successivi Mondiali di Cortina d'Ampezzo 2021 si è aggiudicata la medaglia di bronzo nella combinata, piazzandosi inoltre 5ª nella discesa libera, 8ª nel supergigante, 11ª nello slalom gigante e non completando lo slalom speciale; in quella stessa stagione 2020-2021 è stata 3ª nella classifica generale di Coppa del Mondo
L'anno dopo ai XXIV Giochi olimpici invernali di Pechino 2022 ha vinto la medaglia d'oro nella combinata, quella di bronzo nel supergigante e si è classificata 10ª nello slalom gigante e 6ª nello slalom speciale; ai Mondiali di Courchevel/Méribel 2023 si è piazzata 10ª nel supergigante, 28ª nello slalom gigante, 6ª nella combinata e non ha completato lo slalom speciale e a quelli di Saalbach-Hinterglemm 2025 è stata 26ª nello slalom gigante e 17ª nel supergigante.

## Palmarès

### Olimpiadi
- 3 medaglie:
  - 2 ori (combinata a Pyeongchang 2018; combinata a Pechino 2022)
  - 1 bronzo (supergigante a Pechino 2022)

### Mondiali
- 2 medaglie:
  - 1 argento (combinata a Sankt Moritz 2017)
  - 1 bronzo (combinata a Cortina d'Ampezzo 2021)

### Mondiali juniores
- 1 medaglia:
  - 1 argento (slalom speciale a Québec 2013)

### Coppa del Mondo
- Miglior piazzamento in classifica generale: 3ª nel 2021
- 21 podi (4 in discesa libera, 3 in supergigante, 3 in slalom gigante, 9 in slalom speciale, 2 in combinata):
  - 1 vittoria (in slalom speciale)
  - 6 secondi posti (1 in discesa libera, 1 in supergigante, 1 in slalom gigante, 1 in slalom speciale, 2 in combinata)
  - 14 terzi posti (3 in discesa libera, 2 in supergigante, 2 in slalom gigante, 7 in slalom speciale)

#### Coppa del Mondo - vittorie
| Data             | Località  | Paese   | Specialità |
| ---------------- | --------- | ------- | ---------- |
| 29 dicembre 2020 | Semmering | Austria | SL         |

Legenda:

SL = slalom speciale

#### Coppa del Mondo - gare a squadre
- 1 podio:
  - 1 vittoria

### Coppa Europa
- Vincitrice della Coppa Europa nel 2014
- Vincitrice della classifica di slalom speciale nel 2014
- 8 podi:
  - 3 vittorie
  - 3 secondi posti
  - 2 terzi posti

#### Coppa Europa - vittorie
| Data            | Località           | Paese    | Specialità |
| --------------- | ------------------ | -------- | ---------- |
| 10 gennaio 2014 | Melchsee-Frutt     | Svizzera | SL         |
| 21 gennaio 2014 | Kirchberg in Tirol | Austria  | SL         |
| 29 gennaio 2014 | Sestriere          | Italia   | SL         |

Legenda:

SL = slalom speciale

### South American Cup
- Miglior piazzamento in classifica generale: 24ª nel 2015
- 1 podio:
  - 1 terzo posto

### Australia New Zealand Cup
- Miglior piazzamento in classifica generale: 15ª nel 2014
- 1 podio:
  - 1 secondo posto

### Campionati svizzeri
- 7 medaglie[3]:
  - 1 argento (combinata nel 2016)
  - 6 bronzi (supergigante, slalom speciale nel 2015; slalom speciale nel 2016; combinata nel 2017; supergigante nel 2022; slalom speciale nel 2022)

### Campionati svizzeri juniores
- 1 oro (supercombinata nel 2012)[senza fonte]